# Dabarsko polje
Dabarsko polje je krško polje u Istočnoj Hercegovini, u općini Berkovići i općini Bileća.
Zahvaća površinu od oko 29,8 km² s dužinom od 21 kilometar i širinom od 2,2 kilometra. Pruža se pravcem sjeverozapad - jugoistok, a okružuju ga planine - Trusina, Hrgud, Kubaš i Crno osoje. Nalazi se na nadmorskoj visini između 470 i 560 metara, a dno je prekriveno kvartarnim naslagama.
Najveće naselje u polju su Berkovići. Ovuda protječu dvije rječice - Opačica i Vrijeka. Poljem prolazi i put Stolac - Fatnica. Plavno područje obuhvaća oko 12 km² tj. skoro polovicu ukupne površine, a poplave traju od studenog do svibnja. U južnom dijelu Dabarskog polja nalaze se brojni ponori.